# Gossau (Sankt Gallen)
Gossau és un municipi del cantó de Sankt Gallen (Suïssa), situat al districte de Sankt Gallen.